# ليو ماكيلا
ليو ماكيلا (بالفنلندية: Leo Mäkelä)‏ هو لاعب كرلنغ فنلندي، ولد في 16 سبتمبر 1988.

## وصلات خارجية
- ليو ماكيلا على موقع الاتحاد الدولي للكرلنغ (الإنجليزية)